# Girl,girl,boy,girl,boy
『Girl,girl,boy,girl,boy』（ガール・ガール・ボーイ・ガール・ボーイ）は、日本のバンドrumania montevideoがリリースした2枚目のオリジナルアルバム。

## 批評
| 専門評論家によるレビュー | 専門評論家によるレビュー |
| レビュー・スコア         | レビュー・スコア         |
| 出典                     | 評価                     |
| ------------------------ | ------------------------ |
| CDジャーナル             | 肯定的                   |

『CDジャーナル』は、「前作は統一したカラーを持っていたが、GS風の『恋するベティー』、カントリー風の『Girl,girl,boy,girl,boy』、キッチュなロックの『ACDC』など、今回は貪欲なまでにさまざまな曲を演奏している。しかしルーマニアらしい歪んで沈みがちなトーンは健在だ。幻想的な『132+126』は2曲を1曲に合わせたラストにふさわしい曲だ。」と批評している。

## 収録曲
| 全作詞: 三好真美、全作曲: 三好誠。 |                                                             |           |            |                   |      |
| #                                  | タイトル                                                    | 作詞      | 作曲・編曲 | 編曲              | 時間 |
| 1.                                 | 「誰も知らない夜明け」                                      | 三好真美  | 三好誠     | 三好誠            | 4:14 |
| 2.                                 | 「恋するベティー」(4thシングル)                             | 三好真美  | 三好誠     | 三好誠            | 4:28 |
| 3.                                 | 「picnic」(3rdシングル)                                     | 三好真美  | 三好誠     | 古井弘人 & 三好誠 | 3:45 |
| 4.                                 | 「デジタルミュージックパワー」(2ndシングル)                 | 三好真美  | 三好誠     | 古井弘人 & 三好誠 | 4:03 |
| 5.                                 | 「もう戻れない」                                            | 三好真美  | 三好誠     | 三好誠            | 4:23 |
| 6.                                 | 「6 am」                                                    | 三好真美  | 三好誠     | 三好誠            | 3:33 |
| 7.                                 | 「Girl,girl,boy,girl,boy」                                  | 三好真美  | 三好誠     | 三好誠            | 2:40 |
| 8.                                 | 「UNDER THE SKIN」(『デジタルミュージックパワー』のc/w曲)   | 三好真美  | 三好誠     | 三好誠            | 4:28 |
| 9.                                 | 「自転車で出せるだけのスピード 風さえも追い越した気がした」 | 三好真美  | 三好誠     | 三好誠            | 4:10 |
| 10.                                | 「星」                                                      | 三好真美  | 三好誠     | 古井弘人 & 三好誠 | 3:03 |
| 11.                                | 「ACDC」                                                    | 三好真美  | 三好誠     | 三好誠            | 3:44 |
| 12.                                | 「僕を待つ君へ」                                            | 三好真美  | 三好誠     | 三好誠            | 5:10 |
| 13.                                | 「132+126」                                                 | 三好真美  | 三好誠     | 三好誠            | 4:23 |
| 合計時間:                          | 合計時間:                                                   | 合計時間: | 52:04      |                   |      |

## メディアでの使用
| # | 曲名                           | タイアップ                                                                                  | 出典  |
| - | ------------------------------ | ------------------------------------------------------------------------------------------- | ----- |
| 2 | 「恋するベティー」             | TBS系『エクスプレス』内の占いコーナー12月（1999年）・1月度テーマソング                      | [ 3 ] |
| 3 | 「picnic」                     | 中部日本放送制作・TBS系『モンスターファーム〜円盤石の秘密〜』オープニングテーマ             | [ 4 ] |
| 4 | 「デジタルミュージックパワー」 | 中部日本放送制作・TBS系『モンスターファーム〜円盤石の秘密〜』エンディングテーマ             | [ 5 ] |
| 4 | 「デジタルミュージックパワー」 | 中部日本放送制作・TBS系『モンスターファーム〜円盤石の秘密〜』「モンスター体操」テーマソング |       |

## 参加ミュージシャン
- 三好真美：ボーカル・ドラム
- 三好誠：ギター・作曲
- 麻越さとみ：ベース・コーラス
- 松田明子：キーボード
- 間島和伸：ギター
- 古井弘人：キーボード(#3-5.7)
- 南セシル：コーラス(#3.4)
- 車谷啓介：ドラム(#1.2.7.10.11)
- 大野愛果：コーラス(#1.5.6.13)
- Nobuyasu Hirohara：オルガン(#10.11)
- ふるかわ魔法：コーラス(#12)
- Takumi Ito：コーラス(#4.11.12)
- Yoshinori Akai：マニピュレーター(#2.4-7.11-13)